# Fecha estelar
Una fecha estelar es una forma de especificar fechas absolutas en el universo de Star Trek. Estas fechas son números decimales, usualmente redondeados a un lugar decimal, que reemplazan a las fechas del calendario gregoriano dentro de la narración de los episodios.

## Consideraciones generales
En las instrucciones dadas en la guía del escritor se indican que son números decimales, estas denominaciones reemplazan a las fechas del calendario gregoriano. El comportamiento de las fechas estelares dentro del universo es mucho menos transparente ya que los escritores escogían los números de estas más o menos arbitrariamente, dependiendo de la era de Star Trek donde se desarrollaban los acontecimientos que estaban siendo narrados.
Una de las razones para usar fechas estelares era la necesidad de establecer los acontecimientos de la serie ocurriendo en un futuro lejano sin atarlos a una fecha específica, aunque la serie de Star Trek: La nueva generación menciona que los acontecimientos de esta suceden durante el siglo XXIV.

## Discrepancias en el uso de la fecha estelar
Ejemplos de disminución temporal aparente de fechas estelares
Las entradas del diario de Lwaxana Troi en el episodio Página oscura son registradas con la fecha 2330, se refieren a acontecimientos con la fecha estelar 30620.1. La fecha dada a la masacre de Khitomer como se puede ver en el episodio Los pecados del padre, es 23859.7, a pesar de que la fecha dada para la masacre de Khitomer es el año 2346. 
En Star Trek III: En busca de Spock, la supuesta muerte de Spock ocurre en la fecha estelar 8128, pero la película previa comienza en la fecha estelar 8130.

## Uso en la franquicia
Los números de las fechas estelares generalmente parecen incrementarse con el tiempo.
La amplitud de estas cambió de 1xxx a 5xxx durante la serie original, luego pasó a 7xxx en la película Star Trek I: La película, para continuar con 8xxx y 9xxx en las películas siguientes, para luego saltar a 4xxxx y 5xxxx en la era donde se ambientó la nueva generación, mostrando en general un incremento con el paso del tiempo. 
Aunque cuando se usa dentro de los episodios o entre ellos el incremento es con diferentes tasas de crecimiento. Algunas fechas estelares futuras son menores a otras del pasado. La disminución del tiempo observado fue más prevalente durante la serie original que durante la nueva generación, en que el uso de fechas estelares es más consistente. 
Las fechas estelares raramente especifican más de un decimal, como sucede por ejemplo en el episodio Código de honor. El decimal que sigue a una fecha estelar se omite durante los diálogos de los protagonistas. Además no reemplaza a los cronómetros, que normalmente son mostrados durante los episodios como en Recuérdame donde el ordenador le dice a la doctora Crusher que ella llegó a la Enterprise en la fecha estelar 41154, seguido por una hora de reloj.
Las placas de comisión de las naves estelares de la Federación que se ven en las series usan fechas estelares para mostrar la fecha de comisión.

## Relación al calendario gregoriano
Las fechas estelares son casi siempre usadas en vez de fechas gregorianas específicas tales como 6 de julio de 2367. Referencias a fechas gregorianas actuales son extremadamente raras en La nueva generación y no existen en La serie original. El teniente comandante Data dice que el año actual es 2364 en La Zona Neutral y no se vuelve a mencionar en La nueva generación después de eso. El comandante Chakotay da el año como el 2371 en el episodio El hoyo negro. 
Se usan de la misma forma que las fechas gregorianas para identificar un punto único en el tiempo. En la franquicia no se muestran unidades especiales de fecha estelar para reemplazar las unidades gregorianas tales como días, meses o años. La fecha estelar siempre es usada para expresar intervalos de tiempo. 
Aunque las fechas gregorianas aún se usan, por ejemplo en el episodio de La nueva generación Enigma donde las biografías de la tripulación son dadas en años gregorianos.
Las fechas estelares no son aplicadas retroactivamente al pasado. El calendario gregoriano es usado para describir los siglos en general (por ejemplo, un viajero temporal del siglo 29) y siempre es usado para referencias de tiempo para situaciones que ocurren antes del siglo 23.

## Información de contexto de producción
En muchos episodios de todas las series, con la idea de evitar inconsistencias, una fecha estelar se referencia sólo en la primera entrada del diario del episodio, con el resto de las entradas en el diario denominadas como suplemento.

### Star Trek: La serie original
Las fechas estelares fueron creadas como un concepto abstracto sin meditar mucho acerca de cómo implementarlas realmente. Han sido descritas de la siguiente forma en la biblia del escritor de la serie original:

Nosotros inventamos "Fecha Estelar" para evitar mencionar continuamente el siglo de Star Trek (realmente a doscientos años en el futuro a partir de ahora), y comenzar a discutir si esto o aquello habría ocurrido para entonces. Escoge cualquier combinación de cuatro números más un punto porcentual y úsala como la fecha estelar de tu relato. Por ejemplo, 1313.5 son las doce del día y 1314.5 sería el mediodía del día siguiente. Cada punto porcentual en forma aproximada equivale a la décima parte de un día. La progresión de las fechas estelares dentro de tu guion deberían mantenerse constante pero no te preocupes si existe o no una progresión en relación a otros guiones. Las fechas estelares son una fórmula matemática que varía dependiendo de la localización en la galaxia, velocidad de viaje y otros factores, y puede variar ampliamente de episodio a episodio. [sic]

Claramente, un punto porcentual es un error. Lo que realmente se usa es un décimo dígito, igual a diez puntos porcentuales. La línea de tiempo oficial ubica a la serie original entre los años 2265 y 2269, con el segundo piloto comenzando en la fecha estelar 1312.4 y con el último episodio producido comenzando con la fecha estelar 5928.5. A pesar de la instrucción de escoger cualquier combinación, la lista de episodios muestra que las fechas estelares generalmente se incrementan con el tiempo, aunque con muchos ejemplos en que el número es más bajo que el mostrado en el episodio que lo precede.
Además cuando se presionó a Roddenberry para que diera una explicación dijo lo siguiente para el libro de Stephen Whitfield The Making of Star Trek:

Este sistema de medición temporal se ajusta por cambios en el tiempo relativo que ocurre debido a la velocidad de la nave y a su capacidad Warp. Tiene poca relación al tiempo de la Tierra tal como lo conocemos. Una hora a bordo de la Enterprise, en diferentes momentos, puede ser igual a 3 o más horas terrestres. Las fechas estelares especificadas en las entradas del diario de la nave debe, ser calculadas con la velocidad de la nave, el viaje Warp y su posición dentro de nuestra galaxia, para darles un sentido.

Roddenberry admitió no comprender esto realmente y que sería mejor olvidar todo el asunto (del libro de Whitfield):

No estoy muy seguro de lo que trataba de decir con esa explicación, pero mucha gente dice que tiene sentido. Si es así, entonces he tenido suerte nuevamente, así que simplemente olvidemos todo el asunto antes de que me hagan más preguntas sobre ello.

### Star Trek: La nueva generacióny más allá
En Star Trek: La nueva generación, se usó una implementación de fechas estelares ligeramente más sistemática. Estas eran números de 5 dígitos, inicialmente comenzando con cuatro (para representar simbólicamente al siglo 24), seguido por el número de la temporada. Dentro de este rango de unidades de mil, se asignaron subrangos para que fueran usados por los escritores de cada episodio. Después de la primera temporada, estas se incrementaron monótonamente entre los episodios. En Star Trek: Espacio profundo 9 y en Star Trek: Voyager se mantuvo el mismo sistema, incrementando a 48xxx en lo que había sido la octava temporada de La nueva generación (o realmente la primera temporada de Voyager), y redondeando a 50xxx y más allá en la décima temporada. La última temporada de Voyager ocurre en las fechas estelares 54xxx.x.
Dentro de un episodio, los escritores de La nueva generación normalmente han incrementado las fechas estelares a un ritmo de una unidad cada 24 horas del tiempo de la Enterprise, lo que parece ser contradictorio con las 1000 unidades por año usadas a una escala más grande.
Aunque más cercano a un sistema práctico de lo que eran en la serie original, las fechas estelares permanecen inconsistentes y a menudo son arbitrarias. En ese sentido Ron Moore ha expresado llanamente que las fechas estelares no tienen ningún sentido y que no deberían examinarse con mayor detalle.

## Aclaraciones de la guía del escritor
La guía del escritor para las siguientes temporadas y series explica lo siguiente.

### Segunda temporada deLa nueva generación
Una fecha estelar es un número de cinco dígitos seguido por un punto decimal y un dígito adicional. Los primeros dos dígitos son '42'. El 4 es por el siglo 24, y el 2 indica la segunda temporada. Los tres dígitos adicionales progresarán en forma pareja durante el curso de la temporada desde 000 a 999. El dígito que precede al punto decimal cuenta los días, y el dígito que va después del punto decimal cuenta una décima de día.

### Quinta temporada deLa nueva generación
Una fecha estelar es un número de cinco dígitos seguido por un punto decimal y un dígito adicional. Por ejemplo: 45254.7. Los primeros dos dígitos de la fecha estelar son 45. El 4 es por el siglo 24, el 5 indica la quinta temporada. Los siguientes tres dígitos progresarán consecutivamente durante el curso de la temporada desde 000 a 999. El dígito que sigue al punto decimal cuenta décimas de día. La fecha estelar 45254.5, por lo tanto, representa el mediodía en el día 254 de la quinta temporada. Ya que las fechas estelares en el siglo 24 están basadas en una compleja fórmula matemática, una correlación precisa a los sistemas de fecha terrestres no es posible.

### Star Trek: Enterprise
En Star Trek: Enterprise, la entradas de los diarios usan convenciones de fecha gregorianas en vez de fechas estelares.

### Star Trek XI
En la película de J. J. Abrams del año 2009 Star Trek, las fechas estelares son copiadas directamente desde convenciones de fecha gregorianas, por ejemplo, la fecha estelar 2258.42 se refiere al día 42 del año 2258.
En una entrevista con Roberto Orci en TrekMovie.com, Orci revela que los puntos decimales comienzan en .1 y continúan hasta .365. Sin embargo, existe una discrepancia cuando el capitán Robau, comandante de la USS Kelvin en la escena de apertura de la película se refiere a la fecha estelar como Veintidós treinta y tres cero cuatro (agregando un cero antes del dígito decimal y no pronunciando el punto decimal propiamente tal) cuando es interrogado por Nero. Esto es posible que haya sido un error o una omisión durante la producción.